# کوک-بل (شهرستان نوکت)
کوک-بل (به قرقیزی: Көк-Бел، كۅك بەل) یک روستا در قرقیزستان است که در شهرستان نوکت واقع شده‌است. کوک-بل ۵٬۷۱۲ نفر جمعیت دارد و ۱٬۸۶۵ متر بالاتر از سطح دریا واقع شده‌است.